# Kali Gandaki

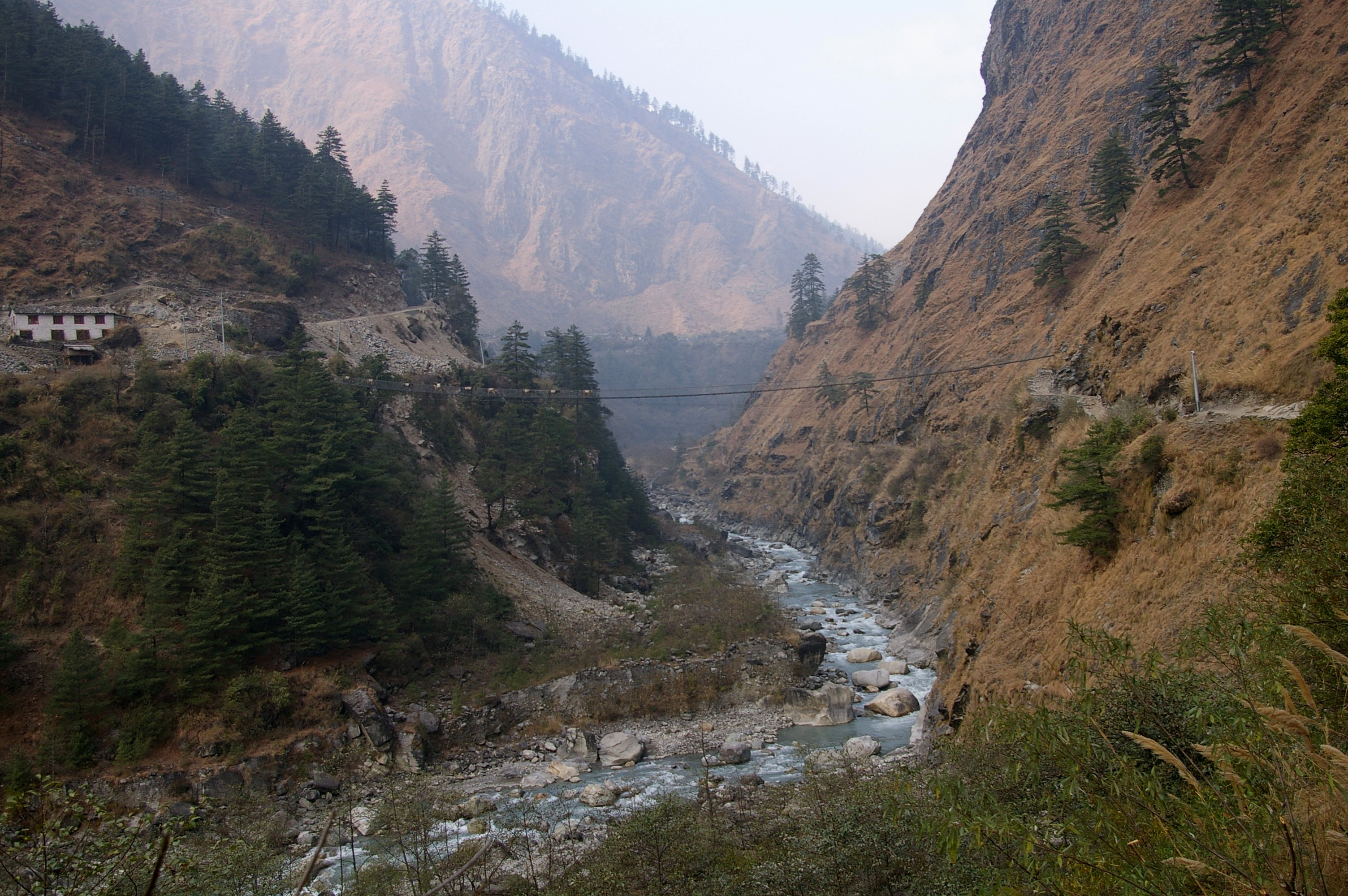
Dolina Kali Gandaki pomiędzy Dhaulagiri a Annapurną

Kali Gandaki (dewanagari कालीगण्डकी नदी, ang. Gandaki River) – rzeka w Nepalu i Indiach, lewy dopływ Gangesu.
Długość rzeki wynosi 650 km. Płynie najgłębszą doliną świata, między himalajskimi ośmiotysięcznikami Dhaulagiri na zachodzie i Annapurną na wschodzie. Różnica poziomów między korytem rzeki i otaczającymi szczytami dochodzi do 6800 m. Kali Gandaki to po polsku Czarna Rzeka. Nazwa pochodzi od dużej ilości osadów lodowcowych niesionych wartkim nurtem, nadających wodzie czarną barwę. Doliną Kali Gandaki prowadzą popularne trasy turystyczne. W rejonie Devghat do Kali Gandaki wpada dopływ Triśuli i od tego miejsca rzeka nosi nazwę Gandak lub Narayani. Dalej płynie przez terytorium Indii i w mieście Patna wpada do Gangesu.